# Daniel Hubers
Daniel Hubers es un deportista estadounidense que compitió en vela en la clase Star. Ganó una medalla de plata en el Campeonato Mundial de Star de 1952.

## Palmarés internacional
| Campeonato Mundial | Campeonato Mundial | Campeonato Mundial | Campeonato Mundial |
| Año                | Lugar              | Medalla            | Clase              |
| ------------------ | ------------------ | ------------------ | ------------------ |
| 1952               | Cascaes (Portugal) | Medalla de plata   | Star               |